# خوان جافاجدا
خوان جافاجدا (مواليد 19 سبتمبر 1950) هو مبارز بالسيف أرجنتيني، مثّل بلاده في الألعاب الأولمبية الصيفية 1976.

## روابط رياضية
خوان جافاجدا على موقع أوليمبيديا (الإنجليزية)